# ベタレイン

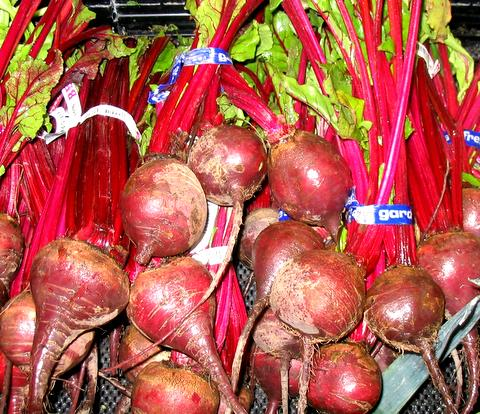
ビートの赤色は、ベタレイン色素のためである。

ベタレインまたはベタライン（Betalain）は、ナデシコ目の植物に存在する赤色及び黄色のインドール誘導色素である。これらの植物では、アントシアニンの代わりに存在している。ベタレインは、いくつかの高等菌類でも見られる。花弁で目立つが、果実、葉、茎、根の色も担っている。テーブルビートに含まれる色素もこの仲間である。

## 概要

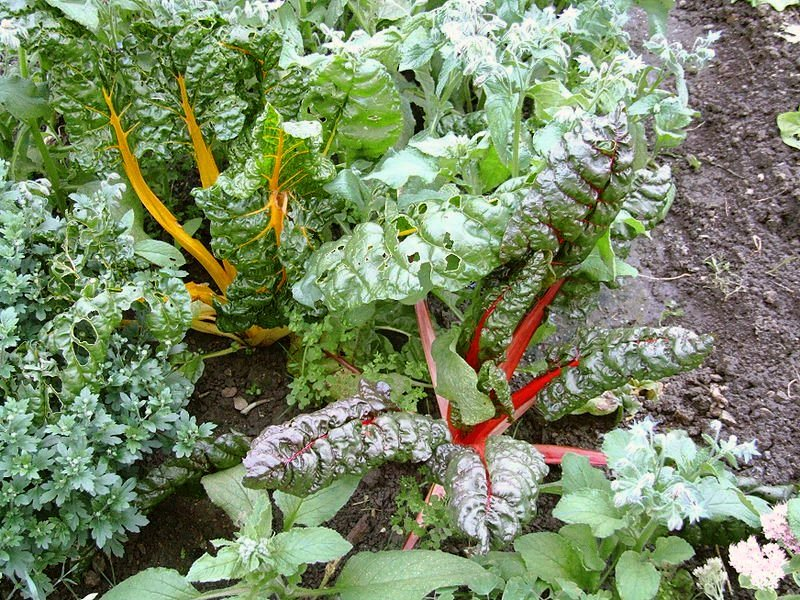
フダンソウでは黄色のベタキサンチンや赤色のベタシアニンが発現している。

「ベタレイン」という名前は、この物質が最初に抽出されたビートのラテン語名（Beta vulgaris）に由来する。ビート、ブーゲンビリア、アマランサスや多くのサボテンの深い赤色は、ベタレイン色素の存在のためである。赤色から紫色の独特の色合いは、多くの植物で見られるアントシアニンとは異なっている。
ベタレインには、2つの種類が存在する。
- ベタシアニンは、赤色から紫色の色素である。植物に存在するベタシアニンには、ベタニン、イソベタニン、プロベタニン、ネオベタニンがある。
- ベタキサンチンは、黄色から橙色の色素である。植物に存在するベタキサンチンには、ブルガキサンチン、ミラキサンチン、ポルツラキサンチン、インディカキサンチンがある。

植物中でのベタレインの役割についてはよく分かっていないが、抗真菌効果を持っているという予備的証拠がある。さらに、ベタレインは蛍光を発する花でも見られる。

## 化学

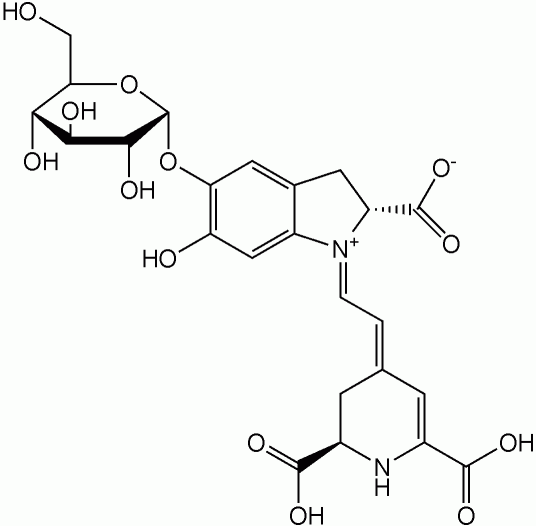
ベタニンの構造

かつては、ベタレインは、多くの植物で赤色色素となっているアントシアニンと関係があると考えられていた。ベタレインもアントシアニンも水溶性の色素で、植物細胞の液胞で見られる。しかし、ベタレインは構造的にも化学的にもアントシアニンと類似しておらず、この2つが同じ植物で同時に見られたことはない。両者の差異としては、例えば、ベタレインは窒素を含むが、アントシアニンは含まないことが挙げられる。
現在では、ベタレインは、チロシンから合成される芳香族インドール誘導体であることが明らかとなっている。化学的には、アントシアニン、さらにはフラボノイドとも関連していない。ベタレインは配糖体であり、糖と有色部分で構成されている。合成は、光により促進される。
ベタレインの生合成経路の解明は、ヨウシュヤマゴボウやマツバボタン、ビートなどを用いた研究により行われている。
最も研究が行われているベタレインは、テーブルビートから抽出されるベタニンである。ベタニンはグルコシドであり、グルコースとベタニジンに加水分解される。食品の着色料として使われ、色はpHに依存する。ビートに含まれるその他のベタレインには、イソベタニン、プロベタニン、ネオベタニンがある。ベタニン及びインディカキサンチンの色や抗酸化能は、マイクロ波による誘電加熱の影響を受ける。2,2,2-トリフルオロエタノールの添加により、水溶液中での加水分解に対する安定性が向上するという報告がある。さらに、ベタニン-ユウロピウム(III)複合体は、炭疽菌やセレウス菌の芽胞に含まれるジピコリン酸カルシウムの検出に用いられる。
その他、重要なベタシアニンには、アマランサスに含まれるアマランシンやイソアマランシンがある。

## 分類学上の重要性

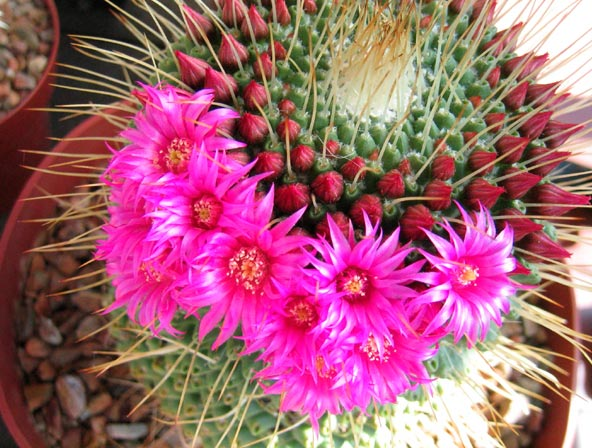
マミラリア属のサボテンの花は、ベタレインを含む。

ベタレインは、ナデシコ目及び担子菌門の一部でしか生じない。植物においては、しばしばアントキサンチン（黄色から橙色のフラボノイド）と共存するが、アントシアニンとは共存しない。
ナデシコ目では、大部分がベタレインを産生し、アントシアニンを欠く。ナデシコ目の全ての科の中で、ナデシコ科とザクロソウ科だけがベタレインの代わりにアントシアニンを産生する。植物の中でのベタレインの限られた分布は、ナデシコ目の共有派生形質となっているが、その産生は2つの科では失われている。

## 利用

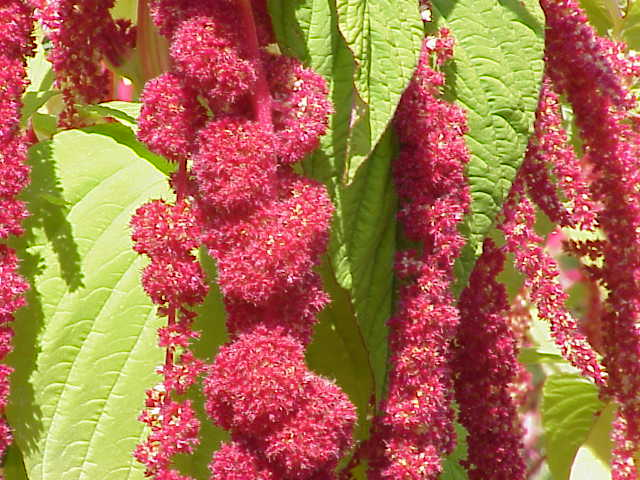
ヒモゲイトウの花序は、大量のベタシアニンを含む。

ベタニンは、天然着色料として商業利用されている。分解できない人では、赤色の尿（ビート尿）や便の原因となる。In vitroで抗酸化物質として作用し、低密度リポタンパク質の酸化を防ぐことから、食品産業で注目されている。

## 半合成誘導体
赤色のビートから抽出されるベタニンは、マラリア原虫属感染赤血球の生細胞イメージング用の蛍光プローブとして用いられる人工クマリン誘導体の半合成の出発物質となる。